# Prințesa Wilhelmine Carolina de Orania-Nassau
Prințesa Carolina de Orania și Nassau-Dietz, Prințesă de Nassau-Weilburg (Wilhelmine Carolina; 28 februarie 1743, Leeuwarden – 6 mai 1787, Kirchheimbolanden) a fost fiica lui Willem al IV-lea, Prinț de Orania, Stadtholder al Țărilor de Jos și a soției acestuia, Anne, Prințesă Regală.
Bunicii materni au fost regele George al II-lea al Marii Britanii și regina Caroline de Ansbach.

## Regentă
Prințesa Carolina s-a născut la Leeuwarden. În 1747, s-a declarat că poziția de Stadtholder poate fi moștenită de femei, lucru care a transformat-o pe tânăra Prințesă Carolina moștenitoarea prezumptivă pentru poziția de Stadtholder. Totuși, în 1748, părinții ei au avut un moștenitor masculin, Prințul Willem; Carolina a devenit a doua în linia de succesiune.
Tatăl Prințesei Carolina a murit în 1751; micul prinț în vârstă de trei ani a devenit Willem al V-lea, Prinț de Orania iar mama ei regentă. În 1759 mama ei a murit iar Willem avea doar 10 ani. Atunci, bunica paternă a Carolinei, Marie Louise de Hesse-Kassel a fost numită regentă. Prințesa Marie-Luise a condus până în 1765 când a murit. Willem avea 16 ani dar tot nu era suficient de mare pentru a domni de drept, așa încât Prințesa Carolina a fost numită regentă. Ea a domnit până când fratele ei a împlinit 18 ani.

## Căsătorie și copii
La 5 martie 1760, la Haga, în timpul regenței bunicii ei, Prințesa Carolina s-a căsătorit cu Karl Christian de Nassau-Weilburg. Ei au avut 15 copii dintre care 7 au atins vârsta adultă:
- Georg Wilhelm Belgicus de Nassau-Weilburg (18 decembrie 1760 - 27 mai 1762)
- Wilhelm Ludwig Karl Flamand de Nassau-Weilburg (12 decembrie 1761 - 16 aprilie/26 aprilie 1770)
- Augusta Carolina Maria de Nassau-Weilburg (5 februarie 1764 - 25 ianuarie 1802). Călugăriță la Quedlinburg și Herford.
- Wilhelmine Luise de Nassau-Weilburg (28 septembrie 1765 - 10 octombrie 1837), căsătorită la Kirchheim la 9 ianuarie 1786 cu Heinrich al XIII-lea, Prinț Reuss de Greiz (16 februarie 1747 - 29 ianuarie 1817), a avut copii
- Frederic Wilhelm, Duce de Nassau (25 octombrie 1768 - 9 ianuarie 1816).
- Karoline Luise Friederike de Nassau-Weilburg (14 februarie 1770 - 8 iulie 1828), căsătorită la Kirchheim la 4 septembrie 1787 cu Karl Ludwig Fürst zu Wied (1763-1824), fără copii
- Karl Ludwig of Nassau-Weilburg (19 iulie 1772 - 27 iulie 1772)
- Karl Wilhelm Friedrich de Nassau-Weilburg (1 mai 1775 - 11 mai 1807), necăsătorită și fără copii
- Amalie Charlotte Wilhelmine Louise de Nassau-Weilburg (7 august 1776 - 19 februarie 1841), căsătorită prima dată la Weilburg la 29 octombrie 1793 cu Victor al II-lea, Prinț de Anhalt-Bernburg-Schaumburg-Hoym; au avut copii. S-a căsătorit a doua oară la Schaumburg la 15 februarie 1813 cu Friedrich Freiherr von Stein-Liebenstein zu Barchfeld (1777-1849); au avut copii
- Henriette de Nassau-Weilburg (22 aprilie 1780 - 2 ianuarie 1857). Căsătorită cu Ducele Louis de Württemberg, al doilea fiu al lui Friedrich al II-lea Eugen, Duce de Württemberg.
- Karl de Nassau-Weilburg (1784 - la scură vreme după)
- Patru copii care nu au apucat să fie botezați (1767, 1778, 1779, 1785)